# Amritlal B. Shah
Amritlal Bhikhabhai Shah (* 1920; † 1981) war ein indischer Bürgerrechtler. Er war der Gründer der säkular-humanistischen Indian Secular Society.

## Leben
Shahs Familie gehörte dem Jainismus an. Er kam jedoch früh mit dem Atheismus in Berührung. Durch Schriften Ernst Haeckels gelangte er zur Auffassung, dass nicht nur Gott, sondern auch die Seele nicht existiert. Weitere Einflüsse kamen von Manabendra Nath Roy. Durch Hamid Dalwai befasste er sich mit dem Islam und gründete mit ihm die reformorientierte muslimische Organisation Muslim Satyashodhak Mandal. So schenkte er den Problemen indischer Muslime große Aufmerksamkeit. Er gab Jayaprakash Narayans Gefängnistagebücher heraus. Shah war bis zu seinem Tod Herausgeber der Zeitschrift The Secularist.

## Werk (Auswahl)
- Scientific Method (1964)
- What Ails our Muslims? (1981)
- Religion and Society in India (1981)